# Too Late for Love (singel Def Leppard)
Too Late for Love – ballada rockowa zespołu Def Leppard, wydana w 1983 roku jako singel promujący album Pyromania.
Była to jedyna ballada z Pyromanii wydana w formie singla, a zarazem ostatni singel promujący ten album. „Too Late for Love” zostało wydane jedynie w Wielkiej Brytanii w celu promowania krótkiej trasy koncertowej Def Leppard, mającej miejsce w grudniu 1983 roku. Singel wydano na płytach 7 i 12 cali, różniących się okładką. Stronę B w przypadku obu typów nośników stanowił utwór „Foolin'”, a w przypadku nośnika 12 cali dodatkowo „High 'n' Dry (Saturday Night)”.
W związku z intensywną trasą koncertową Def Leppard do utworu nie został nakręcony żaden specjalny teledysk. Jako klip do piosenki posłużyło nagranie podczas występu w telewizji w świątecznym wydaniu programu Supersonic. Ten występ odbył się 6 grudnia 1983 roku.
Piosenka zajęła 9. miejsce na liście Mainstream Rock Tracks oraz 86. na liście UK Singles Chart.
Wcześniejsza wersja tego utworu, zatytułowana „This Ship Sails Tonight”, była grana przez Def Leppard podczas trasy koncertowej UK Club w grudniu 1980 roku.

## Twórcy
- Joe Elliott – wokal
- Rick Savage – gitara basowa
- Phil Collen – gitary
- Steve Clark – gitary
- Pete Willis – gitary
- Rick Allen – perkusja